# Berrechid
Berrechid (en àrab برشيد, Ba-Raxīd; en amazic ⴱⴰⵔⵛⵉⴷ) és un municipi de la província de Berrechid, a la regió de Casablanca-Settat, al Marroc. Segons el cens de 2014 tenia una població total de 136.634 persones. Es troba a 32 kilòmetres de Casablanca i a 196 kilòmetres de Marràqueix.

## Demografia
La seva població és arabòfona procedent dels Ouled Hriz escindits dels Banu Hilal vinguts d'Egipte.